# Prusionki Wielkie
Prusionki Wielkie – jezioro wytopiskowe w Polsce, położone w mezoregionie Bory Tucholskie, w kompleksie leśnym Borów Tucholskich, w województwie pomorskim, w powiecie kościerskim, w gminie Stara Kiszewa, w pobliżu wschodniego krańca Wdzydzkiego Parku Krajobrazowego.

## Opis
Jezioro położone jest na zachód od Jeziora Krąg i wsi Konarzyny oraz na wschód od trasy magistrali węglowej Maksymilianowo-Kościerzyna-Gdynia.

## Hydronimia
Według urzędowego spisu opracowanego przez Komisję Nazw Miejscowości i Obiektów Fizjograficznych (KNMiOF) opublikowanego przez Główny Urząd Geodezji i Kartografii (GUGiK) i udostępnionego na stronach Komisja Standaryzacji Nazw Geograficznych (KSNG) nazwa tego jeziora to Prusionki Wielkie. W różnych publikacjach i na mapach topograficznych jezioro to występuje pod nazwą Prusionki Duże.

## Morfometria
Powierzchnia zwierciadła wody według różnych źródeł wynosi od 8,8 ha do 10,74 ha